# 모지타바 아베디니
모지타바 아베디니 슈르마스티(페르시아어: مجتبی عابدینی شورمستی, 1984년 8월 11일~)는 이란의 펜싱 선수로 주 종목은 사브르이다. 그는 2012년 하계 올림픽에서 남자 사브르 개인전에 출전하였으나, 64강전에서 루마니아의 플로린 잘로미르에 7-15로 패하며 탈락하였다.